# رستمی (بوشهر)
رستمی، روستایی است از توابع بخش مرکزی در شهرستان بوشهر استان بوشهر ایران.

## جمعیت
این روستا در منطقه حفاظت‌شده حله و دهستان انگالی قرار داشته و بر اساس سرشماری سال ۱۳۸۵ جمعیت آن ۱۳۶ نفر (۲۹ خانوار) بوده‌است.